# Czapka frygijska

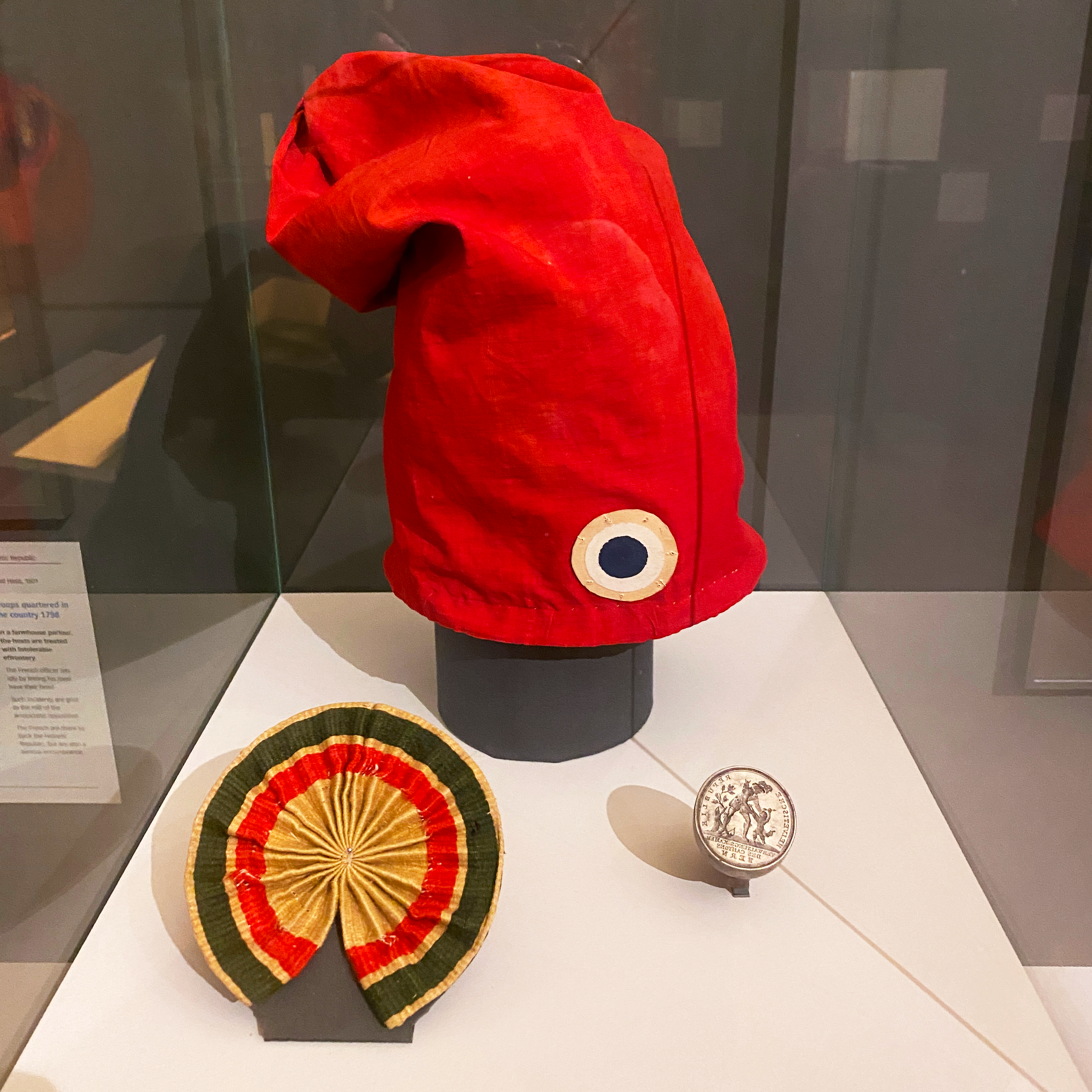
Czapka frygijska z kokardą w barwach Republiki Helweckiej

Czapka frygijska (czapka wolności) – rodzaj wełnianej lub filcowej czapki o kształcie wysokiego stożka z opadającym zwieńczeniem. Męskie nakrycie głowy znane już w starożytności, w XVIII/XIX wieku spopularyzowane przez ruchy rewolucyjne jako symbol wolności.

## Historia

### Starożytność

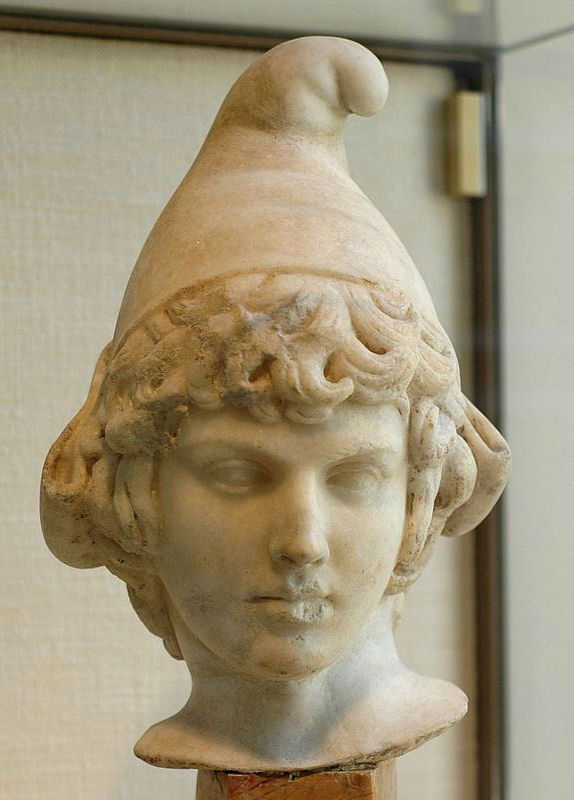
Frygijski bóg wegetacji Attis w czapce frygijskiej

Nazwa tego nakrycia głowy pochodzi od Frygii w Azji Mniejszej. Starożytni Grecy uważali ją za nakrycie typowe dla ludów wschodnich: Frygów, Traków i mitycznych Amazonek.
Zbliżony do niej kształtem stożkowaty pileus (pozbawiony opadającego zwieńczenia) był w Rzymie symbolem wolności, otrzymywanym przez niewolnika w momencie wyzwolenia.
Na monetach rzymskich bogini Roma nosi frygijkę. Noszące ją postacie występują nierzadko w rzymskiej sztuce, np. chłopiec na Ołtarzu Pokoju. W czapce frygijskiej przedstawiano od epoki hellenistycznej Mitrę. Kształt frygijki przybrał jeden z typów antycznych hełmów, umownie zwany trackim albo frygijskim.

### Nowożytność i współczesność

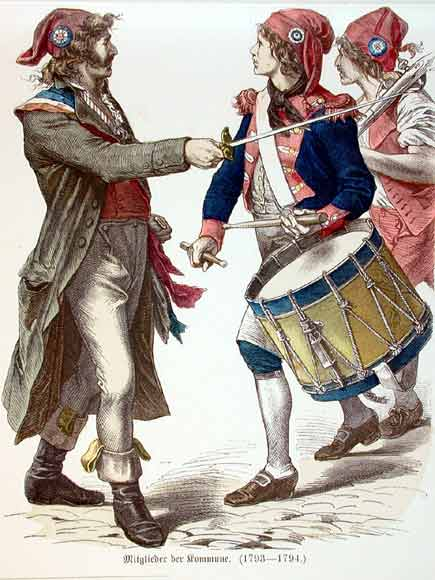
Sankiuloci podczas rewolucji francuskiej

Szerszą popularność czapka ta zaczęła zdobywać pod koniec XVIII wieku, używana przez rewolucjonistów najpierw w czasie amerykańskiej wojny o niepodległość, a następnie w czasie rewolucji francuskiej. Czerwona czapka frygijska była tam początkowo oznaką przynależności do klubu jakobinów. Przyjęta potem masowo przez ruch francuskich sankiulotów, stała się nie tylko symbolem rewolucji, ale jednym z głównych symboli narodowych Francji, której kobiecy symbol wolności (fr. liberté) – Marianna przedstawiano właśnie w tym nakryciu głowy.
W okresie II wojny światowej czerwona czapka frygijska (fr. bonnet phrygien) z kokardą tricolore stała się (obok barw narodowych i czerwonej gwiazdy) symbolem Wolnych Strzelców i Partyzantów Francuskich – komunistycznej organizacji ruchu oporu we Francji. Kiedy w lutym 1944 r. FTPF współtworzyły Francuskie Siły Wewnętrzne komuniści przyjęli odgórnie symbol FFI – krzyż lotaryński. Mimo to, dla podkreślenia autonomii, na opaskach obok skrótu „FFI” i krzyża umieszczano stary skrót i czapkę wolności (rzadziej czerwoną gwiazdę).
Czapka frygijska była i jest umieszczana na monetach i banknotach wielu państw, m.in. USA, w Polsce po raz pierwszy na banknotach złotowych z 1794 roku. W czasie powstania listopadowego w projekcie godła proponowanego przez Joachima Lelewela miała zastąpić koronę (sam Lelewel miał później twierdzić, że pomysł ten był żartem z jego strony). Występuje w symbolice państw, regionów i miast, szczególnie obu Ameryk (np. Kostaryki, Kolumbii, Salwadoru, Argentyny, stanu Nowy Jork, Wirginii).

## Odniesienia w kulturze popularnej
- W czapkach frygijskich przedstawione są smerfy – stworzeni przez Peyo bohaterowie komiksu i serialu animowanego.
- Łysiczka lancetowata grzyb o właściwościach psychoaktywnych ze względu na swój kształt bywa popularnie określana czapką wolności[7].
- Oficjalną maskotką 33 Letnich Igrzysk Olimpijskich, które odbyły się w Paryżu, została antropomorficzna czerwona czapka frygijska o imieniu Frygyjka (fr. Phryge)[8][9].